# Afromelanichneumon gaullei
Afromelanichneumon gaullei är en stekelart som beskrevs av Heinrich 1938. Afromelanichneumon gaullei ingår i släktet Afromelanichneumon och familjen brokparasitsteklar. Inga underarter finns listade i Catalogue of Life.